# Cruriraja poeyi
Cruriraja poeyi és una espècie de peix de la família dels raids i de l'ordre dels raïformes.

## Morfologia
- Els mascles poden assolir 32,8 cm de longitud total.[5][6]

## Reproducció
És ovípar i les femelles ponen càpsules d'ous, les quals presenten com unes banyes a la closca.

## Hàbitat
És un peix marí i d'aigües profundes que viu entre 385–870 m de fondària.

## Distribució geogràfica
Es troba a l'oceà Atlàntic occidental central: des de Florida (els Estats Units) fins a les Bahames.

## Costums
És una espècie solitària.

## Observacions
És inofensiu per als humans.